# Dan Feeney
Daniel Feeney (Orland Park, 29 maggio 1994) è un giocatore di football americano statunitense che milita nel ruolo di offensive guard per i Minnesota Vikings della National Football League  (NFL).

## Carriera

### Los Angeles Chargers
Feeney al college giocò a football all'Università dell'Indiana dal 2013 al 2016, venendo inserito nella formazione ideale della Big 12 Conference nell'ultima annata. Fu scelto dai Los Angeles Chargers nel corso del terzo giro (71º assoluto) del Draft NFL 2017. Debuttò come professionista subentrando nella gara del primo turno contro i Denver Broncos. Nell'ottavo turno, contro i New England Patriots, disputò la prima gara come titolare. La sua prima stagione si concluse con 15 presenze di cui nove come partente, venendo inserito nella formazione ideale dei rookie dalla Pro Football Writers of America.

### New York Jets
Il 19 marzo 2021 Feeney firmò un contratto di un anno con i New York Jets.

## Palmarès
- PFWA All-Rookie Team - 2017